# Xue Zhiwen
Xue Zhiwen (chiń. 薛智文; ur. 1 sierpnia 2003) – chiński łyżwiarz szybki, złoty medalista mistrzostw świata.

## Kariera
W 2020 wystartował na igrzyskach olimpijskich młodzieży w Lozannie, gdzie zdobył brązowy medal w biegu na 500 m.
Na mistrzostwach świata na dystansach w Hamar w 2025 Chińczycy w składzie: Xue Zhiwen, Lian Ziwen i Ning Zhongyan zdobyli złoty medal w sprincie drużynowym. Na tej samej imprezie zajął 19. miejsce w biegu na 500 m.